# Regenboognatie

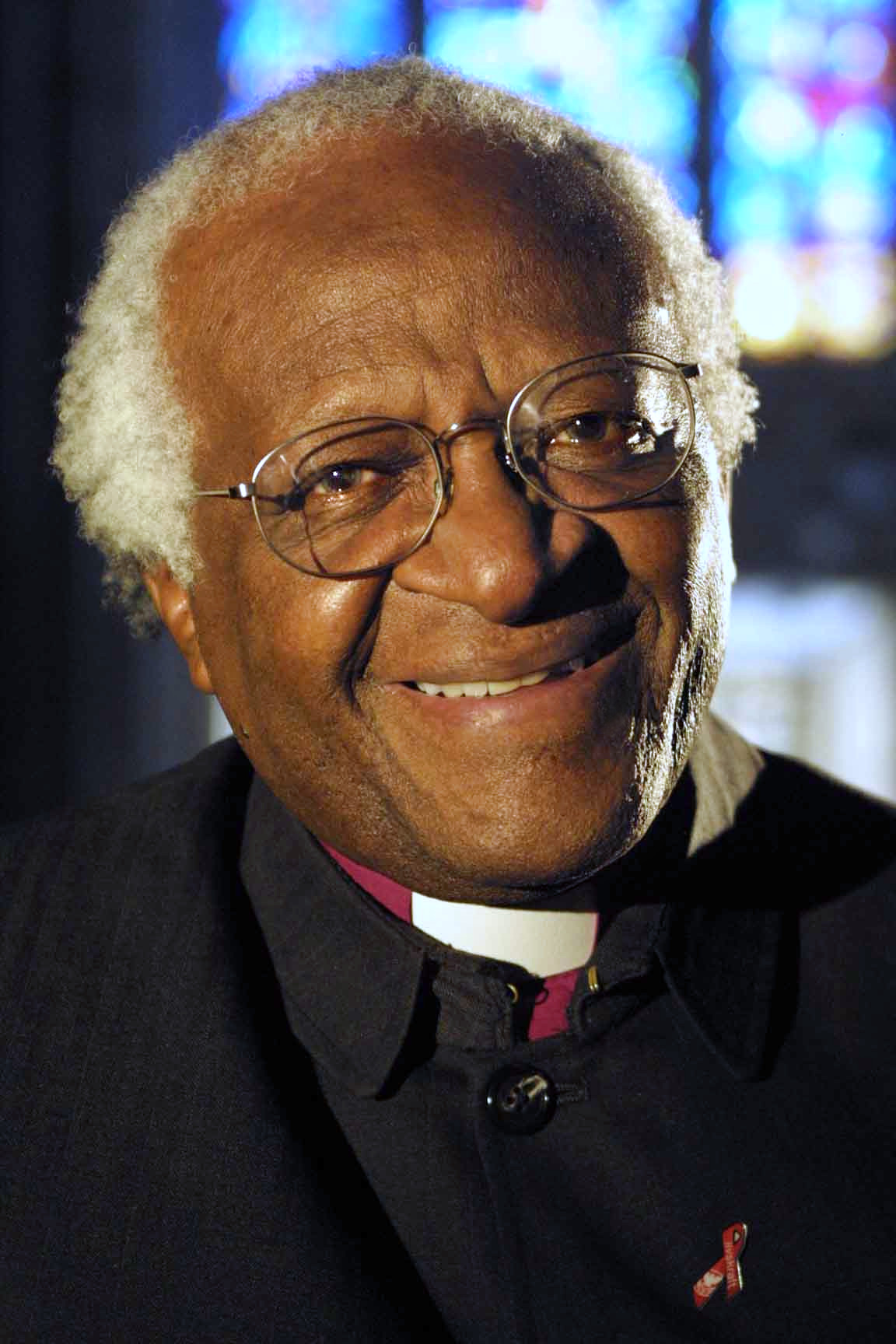
Aartsbisschop Desmond Tutu wordt over het algemeen erkend als de grondlegger van de term regenboognatie.

Regenboognatie is een term die bedacht is door aartsbisschop Desmond Tutu om het Zuid-Afrika van na de afschaffing van apartheid en de eerste volledig democratische verkiezingen in 1994 te beschrijven.

## Eerste gebruik
De term werd voor het eerst gebruikt door Nelson Mandela tijdens een toespraak in zijn eerste maand als president:

Each of us is as intimately attached to the soil of this beautiful country as are the famous jacaranda trees of Pretoria and the mimosa trees of the bushveld – a rainbow nation at peace with itself and the world.
Elk van ons behoort net zoveel tot dit prachtige land als de beroemde jacarandabomen in Pretoria en de mimosabloemen van het bosveld – een regenboognatie die vrede heeft met zichzelf en met de wereld.
— Nelson Mandela

## Symbolische identiteit

De migraties van de vele bevolkingsgroepen die het huidige Zuid-Afrika vormen.

De term was bedoeld om de eenheid van het multiculturalisme en het samenkomen van verschillende volkeren en bevolkingsgroepen te omvatten in een land dat lange tijd symbool stond voor de strikte scheiding tussen zwarte en blanke mensen.
In een serie televisieoptredens sprak Tutu van de "Rainbow People of God" ("regenboogmensen van God"). Als geestelijke gebruikte hij dit metafoor op basis van de zondvloed uit het Oude Testament en de daaropvolgende regenboog van vrede. In Zuid-Afrikaanse, inheemse culturen wordt de regenboog geassocieerd met hoop en een glansrijke toekomst (zoals in de Xhosa-cultuur).
De tweede metafoor van de regenboog heeft een achtergrond die meer politiek is. In tegenstelling tot het eerste metafoor, is de ruimte voor verschillende culturele interpretaties van het kleurenspectrum gering. Of de regenboog nu Newtons zeven kleuren heeft, of de vijf van de Nguni-kosmologie is niet bepaald. De kleuren worden niet letterlijk genomen en vertegenwoordigen niet bepaalde culturele groepen vertegenwoordigen.

## Uiting van symboliek

De vlag van Zuid-Afrika (1994-heden).

De Regenboognatie als metafoor voor eenheid in Zuid-Afrika wordt bij uitstek (maar niet opzettelijk) vertegenwoordigd door de vlag van Zuid-Afrika, die zes verschillende kleuren heeft.

## Regenboog-excuus
Zuid-Afrikaanse politieke commentatoren gebruiken vaak de regenboognatie als excuus om binnenlandse problemen in naam van de regenboognatie te bedekken met de mantel der liefde. Het gaat hierbij om problemen zoals de erfenis van racisme, misdaad, en transformatie. De Zuid-Afrikaanse politicus, academicus en dichter Jeremy Cronin waarschuwt:
Identity formation as well as the myth of the "rainbow nation" and its performative intention have served to discursively create a national identity that has been top-down in its constitution and implementation. As a result, true reconciliation has been foregone in place of a simplified and somewhat candy-coated myth of peace that has served to reconcile those on the inside whilst pitting them against those on the outside. [...] Allowing ourselves to sink into a smug rainbowism will prove to be a terrible betrayal of the possibilities for real transformation, real reconciliation, and real national unity that are still at play in our contemporary South African reality." 

"Identiteitsvorming, de mythe van de regenboognatie, en zijn performatieve doelen dienden een nationale identiteit te scheppen die top-down ontwikkeld en geïmplementeerd is. Als gevolg daarvan is ware verzoening vervangen door een vereenvoudigde en een enigszins gepimpte mythe van vrede, welke diende om mensen aan de binnenzijde met elkaar te verzoenen, terwijl mensen aan de buitenkant tegen elkaar op gezet worden. [...] Om weg te zinken in het zelfvoldane regenboog-excuus zal een verschrikkelijk verraad van de mogelijkheden voor de echte transformatie, echte verzoening en echte nationale eenheid blijken te zijn. Echte transformatie, echte verzoening en echte nationale eenheid spelen nog steeds een rol in onze hedendaagse Zuid-Afrikaanse realiteit.— Jeremy Crolin